# Kadukachanahalli, Mulbagal
Kadukachanahalli là một làng thuộc tehsil Mulbagal, huyện Kolar, bang Karnataka, Ấn Độ.